# كايل لاندر
كايل لاندر (بالإنجليزية: Kyle Lander)‏ هو لاعب كرة قدم بريطاني في مركز الهجوم، ولد في 21 يناير 1996 في إسكتلندا في المملكة المتحدة. لعب مع سانت جونستون ونادي ستيرلينغ ألبيون ونادي ليفينغستون.

## وصلات خارجية
- كايل لاندر على موقع قاعدة بيانات كرة القدم.إي يو (الإنجليزية)
- كايل لاندر على موقع Soccerbase.com (لاعب) (الإنجليزية)